# Schizocosa vulpecula
Schizocosa vulpecula este o specie de păianjeni din genul Schizocosa, familia Lycosidae. A fost descrisă pentru prima dată de L. Koch, 1865. Conform Catalogue of Life specia Schizocosa vulpecula nu are subspecii cunoscute.